# Torneio de Roland Garros de 1974
O Torneio de Roland Garros de 1974 foi um torneio de tênis disputado nas quadras de saibro do Stade Roland Garros, em Paris, na França, entre 3 e 16 de junho. Corresponde à 7ª edição da era aberta e à 73ª de todos os tempos.

## Finais

### Profissional
| Categoria | Evento    | Campeã(s)(o/ões)                | Vice-campeã(s)(o/ões)           | Resultado               | Chave(s)  | Chave(s)       |
| --------- | --------- | ------------------------------- | ------------------------------- | ----------------------- | --------- | -------------- |
| Simples   | Masculino | Björn Borg                      | Manuel Orantes                  | 6–7, 6–0, 6–1, 6–1      | principal | qualificatório |
| Simples   | Feminino  | Chris Evert                     | Olga Morozova                   | 6–1, 6–2                | principal | qualificatório |
| Duplas    | Masculino | Dick Crealy Onny Parun          | Bob Lutz Stan Smith             | 6–3, 6–2, 3–6, 5–7, 6–1 | principal | principal      |
| Duplas    | Feminino  | Chris Evert Olga Morozova       | Gail Chanfreau Katja Ebbinghaus | 6–4, 2–6, 6–1           | principal | principal      |
| Duplas    | Misto     | Martina Navrátilová Iván Molina | Rosie Reyes Darmon Marcelo Lara | 6–3, 6–3                | principal | principal      |

### Juvenil
| Categoria | Evento    | Campeã(s)(o/ões)   | Vice-campeã(s)(o/ões) | Resultado     | Chave(s)  | Chave(s)       |
| --------- | --------- | ------------------ | --------------------- | ------------- | --------- | -------------- |
| Simples   | Masculino | Christophe Casa    | Ulrich Marten         | 1–6, 6–4, 6–1 | principal | qualificatório |
| Simples   | Feminino  | Mariana Simionescu | Sue Barker            | 6–3, 6–3      | principal | qualificatório |